# Jaime Castrillón
Jaime Alberto Castrillón Vásquez (Puerto Nare, 5 de abril de 1983) é um futebolista colombiano que atua como meia. Atualmente, joga pelo Jacksonville Armada.

## Carreira
Ele participou do Mundial Sub-20 de 2003 realizado nos Emirados Árabes Unidos. Participou também das Copa América de 2004 e 2007.

## Ligação externa
- Perfil na MSL (em inglês)
- Jaime Castrillón em National-Football-Teams.com